# لدتسه (ناحیه پلزن-شمالی)
لدتسه (به چکی: Ledce) یک منطقهٔ مسکونی در جمهوری چک است که در ناحیه پلزن-شمالی واقع شده‌است. لدتسه ۹٫۳۵ کیلومتر مربع مساحت و ۶۹۰ نفر جمعیت دارد و ۳۶۳ متر بالاتر از سطح دریا واقع شده‌است.